# Amadeus-Verleihung 2022
Die 22. Verleihung des Amadeus Austrian Music Award fand am 29. April 2022 im Volkstheater in Wien statt und wurde auf ORF 1 übertragen, moderiert von Conchita Wurst. Die Nominierungen für den FM4-Award wurden am 24. Jänner 2022 bekanntgegeben, die Nominierungen in den weiteren Kategorien am 1. März 2022.

## Nominierung und Veranstaltung
Josh. erhielt fünf Nominierungen, Oska und RAF Camora jeweils drei Nominierungen. Neun Gewinner der 22. Amadeus Austrian Music Awards wurden im Vorfeld der Gala bekanntgegeben.

## Preisträger und Nominierte

### Song des Jahres
- Expresso & Tschianti von Josh.

Weitere Nominierte:
- Blaues Licht von RAF Camora/Bonez MC
- Hödn von Seiler und Speer
- Home von Klangkarussell
- Nahuel Huapi von Bilderbuch

### Album des Jahres
- Zukunft von RAF Camora

Weitere Nominierte:
- Rot von Ina Regen
- Teilzeitromantik von Josh.
- What Else Can Break von Mira Lu Kovacs
- Zefix von Chris Steger

### Live Act des Jahres
- Pizzera & Jaus

Weitere Nominierte:
- Folkshilfe
- Herbert Pixner Projekt
- Oska
- Turbobier

### Alternative
- Granada

Weitere Nominierte:
- Buntspecht
- Mira Lu Kovacs
- Oska
- Sharktank

### Electronic / Dance
- Klangkarussell

Weitere Nominierte:
- Elektro Guzzi
- Harris & Ford
- Parov Stelar
- Toby Romeo

### Hard & Heavy
- Turbobier

Weitere Nominierte:
- Autumn Bride
- Bloodsucking Zombies from Outer Space
- Dragony
- Harakiri for the Sky

### HipHop / Urban
- RAF Camora

Weitere Nominierte:
- Bibiza
- Eli Preiss
- Kerosin95
- Verifiziert

### Jazz / World / Blues
- Molden/Resetarits/Soyka/Wirth

Weitere Nominierte:
- Die Strottern
- Ernst Molden & das Frauenorchester
- Gina Schwarz
- Sophie Abraham

### Pop / Rock
- Josh.

Weitere Nominierte:
- Bilderbuch
- Chris Steger
- Florence Arman
- Seiler und Speer

### Schlager / Volksmusik
- Melissa Naschenweng

Weitere Nominierte:
- Andreas Gabalier
- DJ Ötzi
- Nik P.
- Semino Rossi

### Songwriter des Jahres
- Expresso & Tschianti von Josh. (Josh., T. Olorga, R. Bettiol)

Weitere Nominierte:
- Boring von Lisa Pac (Lisa Pac)
- Deine Richtung von Ness (Ness, D. Slomo)
- Growing Pains von Nathan Trent (N. Trent, J. Traxler, S. K. Chow)
- Pay von Felicia Lu (F. Lu)

### FM4 Award
Für den FM4-Award wurden bis 1. Februar 2022 fünf Kandidaten per Online-Voting ermittelt, wobei 20 Kandidaten dafür zur Auswahl standen. Am 15. Februar 2022 startete eine zweite Votingrunde mit den fünf verbliebenen Finalisten.
- Cari Cari[5]

Weitere Finalisten
- Bibiza
- Buntspecht
- Eli Preiss
- Granada

Weitere Nominierte
- Adaolisa
- Anthea
- Cid Rim
- Florence Arman
- Friedberg
- James Hersey
- Mira Lu Kovacs
- Nenda
- Oehl
- OSKA
- Pauls Jets
- Sharktank
- SLAV
- Verifiziert
- YUGO

### Tonstudiopreis Best Sound
- Honeymoon Phase, Oska; Recording: Alex Pohn; Mix: Lukas Hillebrand, Patrick Kummenecker; Mastering: Martin Scheer; Künstlerische Produktion: Alex Pohn, Co-Produktion: Johannes Römer, Matthias Oldofredi, Oska

Weitere Nominierte:
- Album, Clueso; Recording: Sebastian Arman, Tobias Kuhn, Markus Weiss, Flow Studios Berlin; Mix: Nikodem Milewski, Truva, Beatzarre, Djorkaeff, Clueso, Daniel Flamm, Junus „Kingsize“ Cimen; Mastering: Nikodem Milewski, Zino Mikorey; Künstlerische Produktion: Decco, Alexis Troy, Beatzarre, Daniel Flamm, Djorkaef, Hitimpulse, Tobias Kuhn, Macloud, Miksu, Pascal „Kalli“ Reinhardt, Sizzy, Michael Geldreich
- Down Low, W1ZE; Recording: Maximilian Walch, Jonas Haslauer; Mix: Maximilian Walch, Jonas Haslauer; Mastering: Nikodem Milewski; Künstlerische Produktion: Maximilian Walch, Jonas Haslauer, Elias Stejskal
- Out of the Blue, Florence Arman; Recording: Matthias Oldofredi, Sebastian Arman, Florence Arman, David Bronner; Mix: Andrew Maury, Matthias Oldofredi, David Bronner; Mastering: Zino Mikorey; Künstlerische Produktion: Matthias Oldofredi, Sebastian Arman, Florence Arman, David Bronner
- Teilzeitromantik, Josh.; Recording: Florian Koch, Constantin Kaiser, Valentin Bröderbauer, Thomas Porzig, Ricardo Bettiol; Mix: Florian Koch, Patrick Kummeneker, Lukas Hillebrand, Alexander Lausch, Thomas Porzig, Ricardo Bettiol; Mastering: Martin Scheer; Künstlerische Produktion: Florian Koch, Thomas Porzig, Ricardo Bettiol, Josh.

### Lebenswerk
- Boris Bukowski[6]